# 峰岡インターチェンジ
峰岡インターチェンジ（みねおかインターチェンジ）は、神奈川県横浜市保土ケ谷区峰岡町三丁目にある横浜新道のインターチェンジである。下り線出口のみのクォーターインターチェンジとなっている。

## 概要
下り線にのみ設置されており、出口としてのみ機能している。案内標識には「峰岡出口」と表示されている。下り線の保土ヶ谷トンネル内に出口があり、当ICから市道を経由して国道16号（八王子街道）に出ることができる。
横浜新道開通当初はトンネルが現在よりも短く、当ICも地上にあり、下り線の出入り双方とも可能な構造であった。しかしながら入口は市道からほぼ直角に合流する形状で加速車線もないため合流が難しく危険で渋滞も発生していた。このため、1996年の横浜新道の改修時に出口専用となった。また、この時保土ヶ谷トンネルにルーバー部が設けられ延伸されたため、トンネル内の出口となった。
出口専用となってからもしばしば事故が発生している。

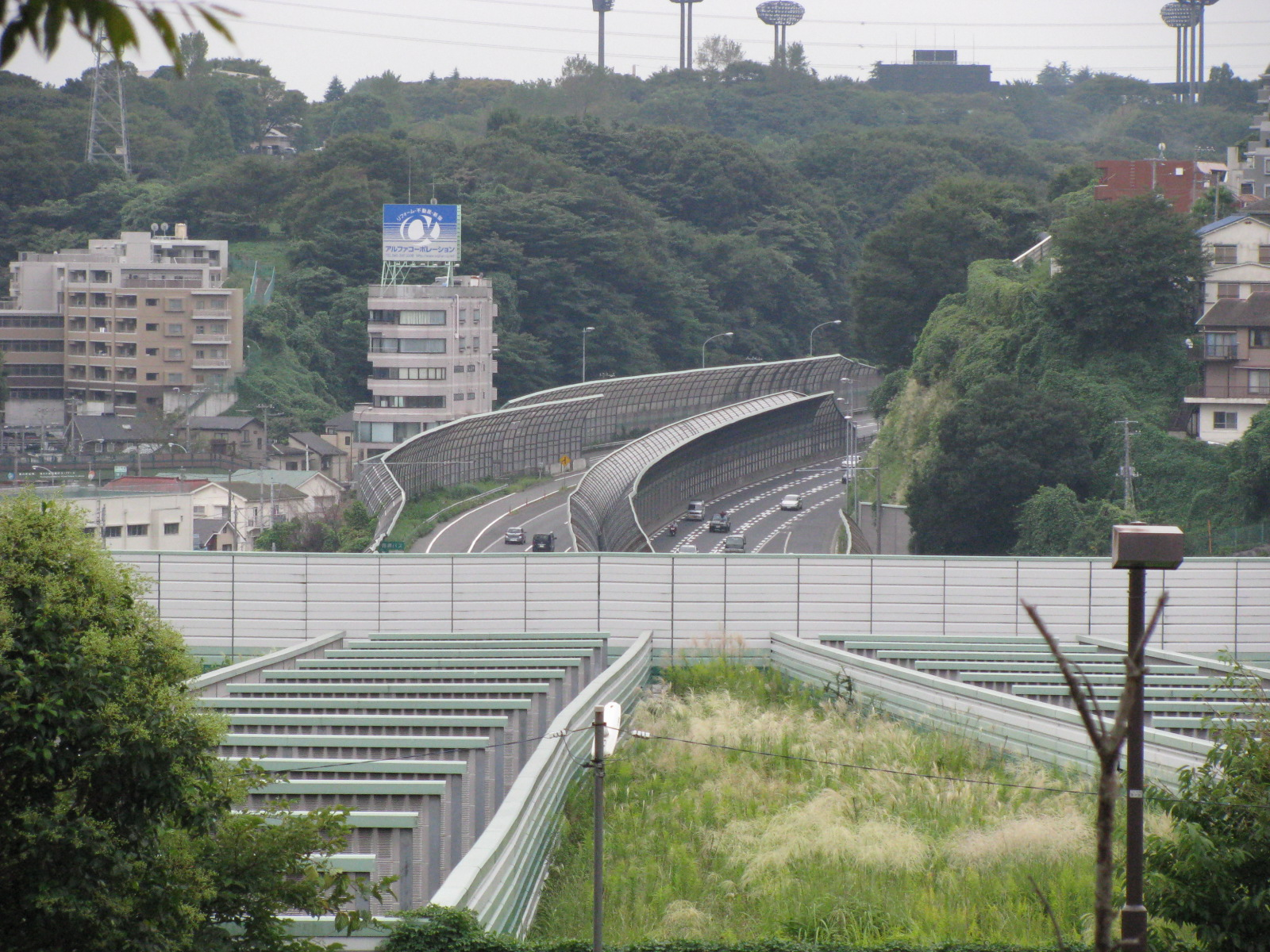
上から見たルーバー部

## 周辺
- 和田町駅
- 国道16号（八王子街道）
- 横浜市立常盤台小学校
- 横浜市立保土ケ谷中学校

## 隣
E83 横浜新道
(8) 常盤台IC - (9) 峰岡IC - (10) 星川IC

## 特記事項
- 大型自動車は利用できない。
- 第三京浜道路下り方面の利用時、同一料金で走行できる最も遠いICである。これ以後、次の出口では別料金が発生する。
- 首都高速神奈川2号三ツ沢線利用時、同一料金で走行できる最も遠いICである。これ以後、次の出口では別料金が発生する。